# Почётный мировой судья
Почётный мировой судья — должность в судебной системе России.

## Российская империя
Мировые судьи появились в Российской империи в ходе судебной реформы в 1864 году. Система мировой юстиции была окончательно ликвидирована после Октябрьской революции Декретом о суде № 1 от 24 ноября 1917 г.
Мировые судьи подразделялись на участковых и почётных. Периодичность выборов участковых и почётных мировых судей была три года. Служебные полномочия их отличались весьма незначительно: почётный мировой судья не имел камеры, не принимал, в виде общего правила, участия в судебном разбирательстве в суде первой инстанции, и служебные обязанности его начинались лишь с момента пребывания в избравшем его округе, то есть он не обязан был постоянно проживать в округе. В судебном разбирательстве почётный мировой судья участвовал в тех случаях, когда стороны сами обращались к его посредничеству (поэтому они практически не участвовали в рассмотрении уголовных дел); если к мировому судье приходили обе тяжущиеся стороны, то он мог немедленно приступить к рассмотрению спора, без предварительной процедуры предъявления иска, вызова сторон и т. п. Почётные мировые судьи были прикреплены к мировому округу, совпадавшему с уездом. Почётный судья имел право занимать всякую должность по государственной и общественной службе, за исключением должностей прокуроров, их товарищей и местных чиновников казённых управлений и полиции, а также должности волостного старшины и обязанности церковнослужителя. В случае временного отсутствия участкового судьи в своём участке (болезнь, отдых, семейные обстоятельства и т. д.), его обязанности делегировались съездом мировых судей почётному мировому судье. И даже в этом случае почётный мировой судья не получал за свой труд вознаграждения. Он разбирал дело на тех же основаниях, что и участковый, его решение было для сторон обязательным, и они не могли заново возбуждать дело по тому же предмету и основаниям у другого мирового судьи.
От 80 до 95 % почётных мировых судей составляли потомственные дворяне, купечество — 5—18 %. В губерниях с развитым поместным землевладением почётные мировые судьи составляли 70—80 % всего корпуса мировых судей; например, в Черниговской губернии в 1880 году было избрано 147 почётных мировых судей, в Смоленской в 1870 году — 124, а в Нижегородской — 93 (73,8 %).
В то же время, в Пермской губернии в 1873 году было избрано всего 34 почётных мировых судьи — вдвое меньше, чем участковых; в северо-восточных уездах Вологодской губернии с трудом удавалось избирать двух-четырёх почётных мировых судей. Иное было здесь и сословное представительство: в Вологодской губернии потомственные дворяне составляли только 37,5 %, 25 % — дети лиц духовного звания, 19 % — из крестьян, 12 % — из купечества и 6 % — мещане; в Пермской губернии основную массу почётных мировых судей составляло купечество — около 62 %, дворян — 17 %, крестьян — 14 %.
Реформирование судоустройства в Сибири и на Дальнем Востоке проходило позже и на основании особых правил, с учётом особенностей региона: почётные мировые судьи здесь назначались с учётом мнения губернатора и около половины их по основному занятию были гражданскими и военными чиновниками.

## В Российской Федерации
В действующую судебную систему Российской Федерации институт мировых судей (мировая юстиция) был введён в соответствии со ст. 4 Федерального конституционного закона от 31 декабря 1996 г. N 1-ФКЗ «О судебной системе Российской Федерации»). Мировые судьи относятся к судам субъектов РФ и являются судьями общей юрисдикции субъектов РФ.